# Résidu (statistiques)
Pour les articles homonymes, voir Résidu.

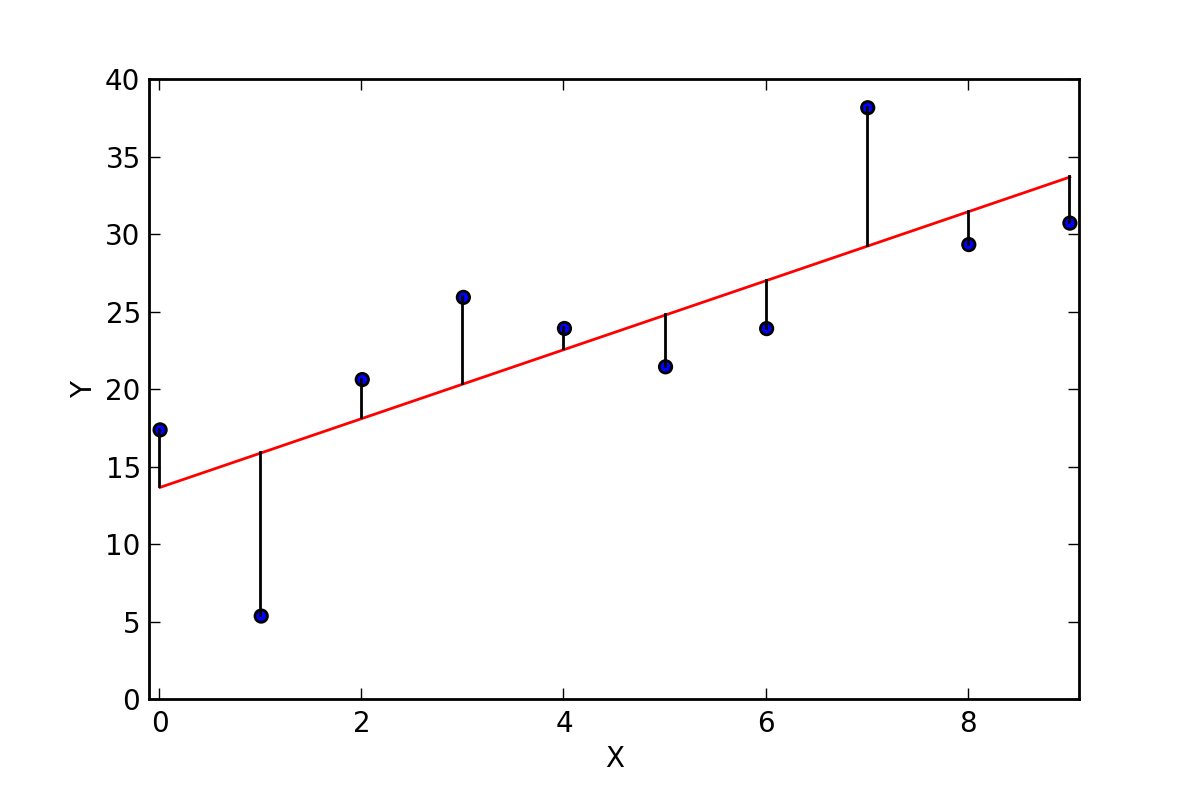
Exemple d'un échantillon avec les résidus en noir et la courbe équivalente en rouge.

Un résidu est dans une régression le terme qui n'est pas expliqué par les autres variables. En effet, c'est l'ensemble des facteurs variables qui ne s'inscrit pas dans la formule estimée. En d'autre terme, un résidu est la différence entre la valeur observée d'une variable dépendante et la valeur prédite par un modèle statistique.